# Marcelo Tabárez
Marcelo Tabárez, vollständiger Name Marcelo Tabárez Rodríguez, (* 10. Februar 1993 in Montevideo) ist ein uruguayischer Fußballspieler.

## Verein
Der nach Angaben seines Vereins 1,70 Meter große Offensivakteur Tabárez stammt aus der Jugend Danubios. Dort spielt er seit der Séptima División (U-14). Mit der von Gustavo Machaín betreuten U-14 wurde er sowohl Meister als auch Torschützenkönig. Zu seinen Mitspielern zählten dort Fabricio Formiliano und Gabriel De León. Mit der Mannschaft der Quinta División nahm er an der Copa Santiago 2011 teil und unterlag dort erst im Finale. Im Verlaufe des Turniers steuerte Tabárez drei Treffer für Danubio bei. 
Auch in den weiteren Altersklassen zeichnete er sich als erfolgreicher Torschütze aus. Insgesamt schoss er in der Séptima 27 Tore, in der Sexta 23 Tore, in der U-16 24 Tore, in der Quinta 28 Tore, in der Cuarta 23 Tore und in der Tercera 18 Tore. Er trainierte bereits in der Apertura 2011 in der Ersten Mannschaft mit und steht mindestens seit der Clausura 2013 im Kader des Erstligisten Danubio. Für die Montevideaner bestritt er seit dem ersten Einsatz am 30. März 2013 bei der 0:1-Niederlage gegen Nacional Montevideo bis zum Abschluss der Spielzeit 2012/13 vier Spiele in der Primera División. Einen Treffer erzielte er nicht. 
In der Saison 2013/14 trug er mit zehn weiteren Einsätzen (kein Tor) zum Gewinn des Landesmeistertitels bei. Laut uruguayischen Pressemeldungen wechselte er anschließend zu den Grasshoppers Zürich. Bei einem Freundschaftsspiel im Januar 2015 wurde er allerdings wieder in Reihen von Danubio geführt. Offenbar kam der Wechsel in die Schweiz nicht zustande. In der Spielzeit 2014/15 lief er achtmal für Danubio in der Primera División auf und traf dreimal ins gegnerische Tor. Auch kam er dreimal in der Copa Libertadores 2015 zum Einsatz.
Im Zuge einer positiven Doping-Probe im Anschluss an das Copa Libertadores-Duell mit dem FC São Paulo am 25. Februar 2015 wurde bei Tabárez im April 2015 Hodenkrebs diagnostiziert, der nach Angaben von Danubios Vereins-Vize-Präsident Leonardo Goicoechea mit 99%iger Wahrscheinlichkeit Auslöser des positiven Ergebnisses des Dopingtests war.
In der Spielzeit 2015/16 wurde er zwölfmal in der höchsten uruguayischen Spielklasse eingesetzt und erzielte drei Treffer. Während der Saison 2016 weist die Einsatzstatistik für ihn vier Erstligaspiele und ein Tor aus.

## Erfolge
- Uruguayischer Meister: 2013/14